# Distretto di Houbi
Il distretto di Houbi (後壁區S, Hòubì QūP) è un distretto della città di Tainan, situata a Taiwan.